# カサビアンカ (原子力潜水艦)
カサビアンカ（フランス語：Casabianca, S 603）は、フランス海軍のリュビ級原子力潜水艦3番艦。艦名は18世紀の海軍軍人リュック＝ジュリアン＝ジョゼフ・カサビアンカに由来する。
当初の艦名はブルゴーニュ（Bourgogne）が予定されていた。

## 艦歴
「カサビアンカ」は、DCNシェルブール工廠で建造され1981年9月19日に起工、1984年12月22日に進水、1987年5月13日に就役しトゥーロン海軍基地に配備される。
1992年4月25日にムーランと命名都市の関係を結ぶ。1993年から1994年6月までの間アメティスト改正に対応した改修工事が実施される。1998年に行なわれたピーアン多国間演習（Péan）において「CVN-69 ドワイト・D・アイゼンハワー」と護衛していたタイコンデロガ級ミサイル巡洋艦に「沈没」判定を与えた。